# Glyptothorax cavia
Glyptothorax cavia es una especie de peces de la familia Sisoridae en el orden de los Siluriformes.

## Morfología
• Los machos pueden llegar alcanzar los 16,5 cm de longitud total.

## Distribución geográfica
Se encuentra en el Pakistán, el India, el Nepal, Bangladés, Birmania y China.